# Olympiska sommarspelen 2024
Olympiska sommarspelen 2024 (franska: Jeux olympiques d'été de 2024) hölls mellan den 26 juli och 11 augusti 2024, med vissa tävlingar som började den 24 juli, i Paris i Frankrike och är, officiellt, de 33:e (XXXIII) olympiska sommarspelen. Paris var den viktiga värdstaden, med ytterligare evenemang i 16 andra städer spridda över Frankrike, plus orten Teahupo'o på Tahiti – en ö inom det franska utomeuropeiska territoriet Franska Polynesien.
Paris valdes som arrangör på Internationella olympiska kommittén (IOK):s kongress den 13 september 2017 i Lima i Peru. 
Efter att tidigare ha varit värd för sommarspelen 1900 och 1924 blev Paris andra staden någonsin att vara värd för sommar-OS tre gånger (efter London som var värd för spelen 1908, 1948 och 2012). OS 2024 markerade hundraårsjubileet av OS i Paris 1924 och Chamonix 1924 (och därmed hundraårsjubileet av vinter-OS) och de sjätte olympiska spelen som Frankrike stått värd för (tre sommar-OS och tre vinter-OS) samt de första franska olympiska spelen sedan vinterspelen 1992 i Albertville. 
OS i Paris 2024 innehöll debuten av breakdance som ett olympiskt evenemang, och kan vara de sista olympiska spelen som hålls av IOK:s ordförandeskap under Thomas Bach. Spelen 2024 förväntades kosta 9 miljarder euro.[uppföljning saknas]
Efter Rysslands fullständiga invasion av Ukraina 2022 stängde IOK av Belarus och Rysslands olympiska kommittéer för att ha brutit mot den olympiska freden. Ryska och belarusiska idrottare kunde istället tävla som "Individuella neutrala idrottare" (Individual Neutral Athletes – AIN) utan nationell identifiering, så länge de inte "aktivt" stöder kriget. Individuella neutrala idrottare måste godkännas av varje idrotts internationella förbund och därefter IOK:s panel. Som individuella idrottare betraktades AIN inte som en delegation under öppningsceremonin eller i medaljtabellerna.

## Kronologi
Olympiska sommarspelen 2024 var officiellt det 33e i ordningen. I praktiken är det dock de 30:e sommarspelen (31:a om extraspelen 1906 räknas med), men 2024 års spel hölls under den 33:e (moderna) olympiaden; tre sommarspel ställdes in på grund av världskrig.
Sommarspelen 2024 återgick till den traditionella fyraåriga olympiska cykeln, efter att OS i Tokyo 2020 sköts upp till 2021 på grund av Covid-19-pandemin. De kommer att följas av OS 2028 i Los Angeles.

## Ansökningar
Fem städer ansökte ursprungligen i september 2015 om spelen: Budapest, Hamburg, Los Angeles, Paris och Rom. Antalet ansökande städer var det lägsta för ett sommar-OS sedan ansökningarna om spelen 1988.
Redan ett par månader senare hoppade dock Hamburg av ansökningsprocessen sedan 51,6 % av invånarna sagt nej i en folkomröstning. Hösten 2016 hoppade även Rom av sedan stadens borgmästare och styrande råd sagt att de inte stödde ansökan. I februari 2017 var det så dags för Budapest att hoppa av efter att en kampanj mot spelen samlat tillräckligt många namnunderskrifter för en folkomröstning.
Med bara två kandidater kvar, Los Angeles och Paris, började IOK diskutera förändringar i ansökningsprocessen. I juni 2017 tillkännagav IOK:s president Thomas Bach att man förordade att utse värdstad för både 2024 och 2028 års sommar-OS samtidigt vid IOK:s kongress i september samma år, och i juli bekräftades detta av en extrainsatt kongress. Strax därefter ansökte Los Angeles officiellt om sommar-OS 2028.
Vid IOK:s kongress i Lima i Peru beslutades den 13 september 2017 att Paris fick spelen 2024 medan Los Angeles fick spelen 2028. Båda anbuden fick beröm för ambitiösa tekniska planer och innovativa sätt att använda ett rekordstort antal befintliga och tillfälliga anläggningar.
Detta var den första ansökningsperioden efter att IOK infört Agenda 2020, som minskar kraven på arrangemanget och ger arrangören större valmöjligheter.
- Los Angeles, USA

Los Angeles valdes ut som en av fyra möjliga kandidater för USA:s olympiska kommitté (USOC), som dock valde Boston. Efter att Boston dragit sig tillbaka på grund av brist på stöd för ansökan valde USOC i stället att gå vidare med Los Angeles. Staden arrangerade spelen 1932 och 1984.
- Paris, Frankrike

Som en del av 100-årsjubileet av sommar-OS 1924 som hölls i Paris ansökte staden om att få arrangera spelen igen. Utöver 1924 arrangerade staden även spelen 1900. Staden förlorade värdskapet för spelen 2012 med fyra rösters marginal till London och sade sig denna gång i stället fokusera på sport snarare än politik.

## Arenor
De flesta arenorna som användes under spelen ligger i och omkring Paris men vissa tävlingar skedde också på andra orter. Surfingtävlingarna hölls i Teahupo'o på Tahiti och seglingstävlingarna arrangerades i Marseille. En del handbolls- och basketmatcher spelades i Lille. Fotbollsmatcher spelades förutom i Paris även i Marseille, Lyon, Bordeaux, Saint-Étienne, Nice och Nantes. Skyttetävlingarna arrangerades i Châteauroux och kanot- och roddtävlingarna i Vaires-sur-Marne.
| Arena                                  | Sporter                                              | Publikkapacitet |
| -------------------------------------- | ---------------------------------------------------- | --------------- |
| Allianz Riviera                        | Fotboll                                              | 35 624          |
| Arena Champ-de-Mars                    | Brottning, judo                                      | 9 000           |
| Arena Nord                             | Boxning, modern femkamp, fäktning                    | 6 000           |
| Arena Syd                              | Bordtennis, handboll, tyngdlyftning, volleyboll      | 18 000          |
| Bercy Arena                            | Basket, gymnastik                                    | 15 000          |
| Centre aquatique olympique             | Konstim, simhopp, vattenpolo                         | 5 000           |
| Colline d'Elancourt                    | Cykel (mountainbike)                                 | 25 000          |
| Eiffeltornetstadion                    | Beachvolleyboll                                      | 12 000          |
| Franska nationella skyttecentret       | Skytte                                               | 3 000           |
| Golf National                          | Golf                                                 | 33 000          |
| Grand Palais                           | Fäktning, taekwondo                                  | 8 000           |
| Hôtel de Ville                         | Maraton (start)                                      | 1 500           |
| Les Invalides                          | Bågskytte, cykel, maraton                            | 8 000           |
| Marseille Marina                       | Segling                                              | 5 000           |
| Matmut Atlantique                      | Fotboll                                              | 42 115          |
| Parc des Princes                       | Fotboll                                              | 48 583          |
| Parc Olympique Lyonnais                | Fotboll                                              | 59 186          |
| Paris La Défense Arena                 | Simning, vattenpolo                                  | 15 220          |
| Place de la Concorde                   | Basket (street), breakdance, cykel (bmx), skateboard | 30 000          |
| Pont Alexandre III                     | Cykel, maratonsimning, triathlon                     | 1 500           |
| Porte de la Chapelle Arena             | Badminton, gymnastik                                 | 8 000           |
| Site Escalade du Bourget               | Sportklättring                                       | 5 000           |
| Stade de France                        | Friidrott, rugby                                     | 77 083          |
| Stade de la Beaujoire                  | Fotboll                                              | 35 322          |
| Stade Geoffroy-Guichard                | Fotboll                                              | 41 965          |
| Stade Nautique de Vaires-sur-Marne     | Kanot, rodd                                          | 22 000          |
| Stade Pierre-Mauroy                    | Basket, handboll                                     | 25 000          |
| Stade Roland Garros                    | Boxning, tennis                                      | 9 000, 15 000   |
| Stade Vélodrome                        | Fotboll                                              | 67 394          |
| Stade Yves-du-Manoir                   | Landhockey                                           | 15 000          |
| Teahupo'o                              | Surfing                                              | 5 000           |
| Trocadéro                              | Gång, cykel, invigning                               | 13 000          |
| Vélodrome de Saint-Quentin-en-Yvelines | Cykel                                                | 5 000           |
| Versailles                             | Ridsport, modern femkamp                             | 80 000          |

## Sporter
På IOK:s kongress i Lima 2017 beslutades att de sporter som funnits på programmet för sommarspelen 2016 i Rio de Janeiro skulle inkluderas på programmen även för spelen 2020 och 2024.
Som en del av IOK:s reformer under Agenda 2020 tillåts organisationskommittén föreslå nya tillfälliga sporter på programmet. Organisationskommittén för Paris-OS 2024 offentliggjorde i februari 2019 sitt förslag att inkludera breaking, skateboard, sportklättring och surfing på programmet, ett förslag som provisoriskt godkändes på IOK:s sammanträde i juni 2019 i Lausanne. Det slutgiltiga beslutet om de nya sporternas inklusion togs av IOK:s exekutiva kommitté den 7 december 2020.
I juni 2021 fastställdes programmet för spelen, som kungjorde att de skulle täcka 32 sporter med totalt 329 grenar:
| - Badminton (5) - Basket (4) - Bordtennis (5) - Boxning (13) - Breaking (2) - Brottning (18) - Bågskytte (5) - Cykelsport (22) - Fotboll (2) | - Friidrott (48) - Fäktning (12) - Golf (2) - Gymnastik (18) - Handboll (2) - Judo (15) - Kanotsport (16) - Landhockey (2) - Modern femkamp (2) | - Ridsport (6) - Rodd (14) - Segling (10) - Simsport (49) - Konstsim (2) - Simhopp (8) - Simning (37) - Vattenpolo (2) - Sjumannarugby (2) | - Skateboard (4) - Skytte (15) - Sportklättring (4) - Surfing (2) - Taekwondo (8) - Tennis (5) - Triathlon (3) - Tyngdlyftning (10) - Volleyboll (4) |

## Medaljtoppen
Nedan visas topp tio-placeringar för antalet guldmedaljer. TAM = totala antalet medaljer, PEAM = Placering efter antal medaljer.
| Pl. | Land           | Guld | Silver | Brons | TAM | PEAM |
| --- | -------------- | ---- | ------ | ----- | --- | ---- |
| 1   | USA            | 40   | 44     | 42    | 126 | 1    |
| 2   | Kina           | 40   | 27     | 24    | 91  | 2    |
| 3   | Japan          | 20   | 12     | 13    | 45  | 6    |
| 4   | Australien     | 18   | 19     | 16    | 53  | 5    |
| 5   | Frankrike      | 16   | 26     | 22    | 64  | 4    |
| 6   | Nederländerna  | 15   | 7      | 12    | 34  | 8    |
| 7   | Storbritannien | 14   | 22     | 29    | 65  | 3    |
| 8   | Sydkorea       | 13   | 9      | 10    | 32  | 10   |
| 9   | Italien        | 12   | 13     | 15    | 40  | 7    |
| 10  | Tyskland       | 12   | 13     | 8     | 33  | 9    |

## Sverige i olympiska sommarspelen 2024
För detaljer om svenska deltagare och resultat, se Sverige i olympiska sommarspelen 2024.
Nedan följer en lista över de svenska medaljer som erhölls 2024:
| Medalj | Namn                                             | Sport           | Gren                            | Datum           |
| ------ | ------------------------------------------------ | --------------- | ------------------------------- | --------------- |
| 1      | Sarah Sjöström                                   | Simning         | Damernas 100 m frisim           | 31 juli 2024    |
| 1      | Sarah Sjöström                                   | Simning         | Damernas 50 m frisim            | 4 augusti 2024  |
| 1      | Armand Duplantis                                 | Friidrott       | Herrarnas stavhopp              | 5 augusti 2024  |
| 1      | Jonatan Hellvig David Åhman                      | Beachvolleyboll | Herrarnas turnering             | 10 augusti 2024 |
| 2      | Victor Lindgren                                  | Skytte          | Herrarnas 10 m luftgevär        | 29 juli 2024    |
| 2      | Vilma Bobeck Rebecca Netzler                     | Segling         | Damernas 49er FX                | 2 augusti 2024  |
| 2      | Truls Möregårdh                                  | Bordtennis      | Herrsingel                      | 4 augusti 2024  |
| 2      | Kristian Karlsson Anton Källberg Truls Möregårdh | Bordtennis      | Herrarnas lagtävling            | 9 augusti 2024  |
| 3      | Tara Babulfath                                   | Judo            | Damernas extra lättvikt (48 kg) | 27 juli 2024    |
| 3      | Jenny Rissveds                                   | Cykling         | Damernas terränglopp            | 28 juli 2024    |
| 3      | Anton Dahlberg Lovisa Karlsson                   | Segling         | Mixed 470                       | 8 augusti 2024  |